# Балезінська волость
Балезі́нська волость — адміністративно-територіальна одиниця у складі Російської імперії та СРСР. Центром волості було село Балезіно.

## Історія
Станом на XIX століття волость перебувала у складі Глазовського повіту Вятської губернії.
4 листопада 1920 року волость у складі Глазовського повіту відійшла до новоствореної Автономної області Вотяцького народу, з 5 січня 1921 року — Автономної області Вотського народу, з 27 лютого 1921 року — Вотської автономної області. 1924 року, після укрупнення волостей, до складу Балезінської відійшли ліквідована Люцька та частина Ягошурської (колишньої Кестимської) волості. Сама волость ліквідована 1 серпня 1929 року згідно з постановою обласного виконавчого комітету про перехід з повітово-волосного устрою на районний.

## Населені пункти
1920 року на момент входження волості до складу новоствореної Автономної області Вотяцького народу у її складі перебували 36 населених пунктів. Після цього у складі волості утворилось ще 10 населених пунктів (виділені салатовим кольором) і на момент укрупнення 1924 року у складі волості перебувало 46 населених пунктів. Після укрупнення до складу волості увійшли частина Ягошурської волості (4 населених пункти, виділені синім кольором) та ліквідована Люцька волость повністю (60 населених пунктів, виділені жовтим кольором) і на кінець 1924 року у складі Балезінської волості перебувало 110 населених пунктів.
| Населений пункт               | Старі назви                                                                          | Тип       | Площа, км² | Населення, осіб (1920) | Населення, осіб (1924) |
| ----------------------------- | ------------------------------------------------------------------------------------ | --------- | ---------- | ---------------------- | ---------------------- |
| Архиповський                  | Архипово, Боди-Гурт, Боди-гурт                                                       | починок   | 2,61       | 63                     | 76                     |
| Балезіно                      | Петропавловське, Узя                                                                 | село      | 20,33      | 652                    | 606                    |
| Бані                          | -                                                                                    | присілок  | 3,33       | 138                    | 162                    |
| Бичимшур                      | Бидчимшур                                                                            | присілок  | 13,00      | 329                    | 348                    |
| Бозгон                        | При річкі Люк                                                                        | присілок  | 5,65       | 148                    | 157                    |
| Бозгонська                    | Бозгон-Буко, Бозгон-Вуко                                                             | млин      | -          | 9                      | 9                      |
| Будка на 213 версті 1-а       | Будка на 213 версті І, Будка № 1                                                     | зал.пункт | -          | -                      | -                      |
| Будка на 213 версті 2-а       | Будка на 213 версті ІІ, Будка № 2                                                    | зал.пункт | -          | -                      | -                      |
| Будка на 217—218 версті       | Будка на 217 версті                                                                  | зал.пункт | -          | -                      | -                      |
| Будка на 219 версті           | -                                                                                    | зал.пункт | -          | -                      | -                      |
| Буріно                        | Буглангурт, Бугдан-Гурт                                                              | присілок  | 26,56      | 562                    | 528                    |
| Гордіно                       | Гур'ярик, Гур-Ярик, Гур'якар                                                         | присілок  | 21,45      | 614                    | 654                    |
| Еркешево                      | Маркогурт, Марко-Гурт                                                                | присілок  | 11,34      | 250                    | 266                    |
| Захаренки                     | Закарпі, Закар-пі, У Каменного Заділья                                               | присілок  | 1,35       | 79                     | 88                     |
| Зянієво                       | Зянігурт                                                                             | присілок  | 6,49       | 216                    | 205                    |
| Зянкалуд                      | Дзянкалуд, Гарча-пі                                                                  | присілок  | 3,96       | 110                    | 113                    |
| Каменне Задільє               | Задільє, Каменно-Задільє                                                             | присілок  | 4,50       | 149                    | 166                    |
| Каменно-Задільська            | Каменно-Задільє, Каменне Задільє                                                     | церква    | -          | 9                      | 10                     |
| Кар'їл                        | Мале Буріно, Кар'їль                                                                 | починок   | 3,68       | 100                    | 110                    |
| Кестим                        | -                                                                                    | присілок  | 40,53      | 2343                   | 2187                   |
| Кідасі                        | Кидас, Кидась                                                                        | починок   | 2,07       | 63                     | 66                     |
| Лагуново                      | Лагун                                                                                | присілок  | 4,09       | 125                    | 136                    |
| Наговіцино                    | Кейпі, Кей-пі                                                                        | присілок  | 3,51       | 103                    | 115                    |
| Над холодним ключем           | Над Холодним Ключем, Над холодним ключом, Над холодним Ключом, Мало-Зянієво, Омуляхи | починок   | 1,73       | 60                     | 63                     |
| Ново-Люк                      | Новий Люк, Новолюк                                                                   | присілок  | 11,06      | 243                    | 278                    |
| Оросово                       | Орос-Гурт, Оросгурт, Унчек-Шур                                                       | присілок  | 18,43      | 464                    | 354                    |
| Оросово                       | -                                                                                    | хутір     | -          | -                      | 160                    |
| Полуказарма на 216—217 версті | Полуказарма на 216 версті                                                            | зал.пункт | -          | -                      | 4                      |
| При рікі Люк                  | При річкі Люк, Самовольки                                                            | починок   | 2,07       | 33                     | 33                     |
| Прозорово                     | Бісаріон-починка, Уксешурський, Уксеншуркий, Прозоровський                           | починок   | 0,65       | 16                     | 15                     |
| Розсвіт                       | -                                                                                    | колгосп   | -          | -                      | 7                      |
| Сед'іваново                   | Учугурт, Сед-Іваново                                                                 | присілок  | 7,82       | 209                    | 229                    |
| Сед'яр                        | Сед-Яр, Седьяр                                                                       | присілок  | 4,92       | 134                    | 130                    |
| Суруд                         | Сурудський                                                                           | починок   | 4,39       | 118                    | 129                    |
| Сюрсовай                      | Ємельпі, Ємель-пі, Омеленки                                                          | присілок  | 2,37       | 109                    | 99                     |
| Тимошино                      | Тимуш-починка                                                                        | присілок  | 2,10       | 165                    | 176                    |
| Токіпі                        | Ужекшурський, Унчекшурський                                                          | починок   | 0,93       | 37                     | 38                     |
| Торліно                       | Торло-Гурт                                                                           | присілок  | 11,32      | 397                    | 407                    |
| Турецька                      | -                                                                                    | млин      | -          | -                      | 8                      |
| Турецьке                      | -                                                                                    | село      | 5,70       | 133                    | 144                    |
| Унтем                         | Чаб'я                                                                                | присілок  | 20,51      | 499                    | 438                    |
| Унтем-Малий                   | Малий Унтем, Соломенники, Курогурт                                                   | починок   | 2,08       | 74                     | 93                     |
| Харитоново                    | Харитонова, Харитоновський, Кара-починка, Балезінський                               | починок   | 2,16       | 71                     | 83                     |
| Чашкіно                       | Макаренки, Макар-пі, Великі Макаренки                                                | починок   | 1,93       | 43                     | 43                     |
| Чумбер'як                     | Чубер-Яг, Чебер-Яг, Чумбер'яг                                                        | присілок  | 4,35       | 106                    | 121                    |
| Чуялуд                        | Пачі-Кестим, Чуйялуд                                                                 | присілок  | 10,17      | 363                    | 431                    |